# Dorin Mateuț
Dorin Mateuț (ur. 5 sierpnia 1965 w Bogata-Curtuiuș) – piłkarz rumuński grający na pozycji ofensywnego pomocnika.

## Kariera klubowa
Pierwszym klubem Mateuța w karierze był zespół Corvinul Hunedoara. 14 października 1981 roku zadebiutował w jego barwach w pierwszej lidze w wygranym 3:1 meczu z FC Olt Scornicești. W swoim pierwszym sezonie rozegrał tylko 3 mecze w lidze i zajął 3. miejsce. W sezonie 1983/1984 był już podstawowym zawodnikiem Corvinulu i w kolejnych sezonach był najlepszym strzelcem zespołu. Na początku 1987 roku trafił do Dinama Bukareszt i został wicemistrzem Rumunii. Sukces ten powtórzył także w kolejnych dwóch sezonach. W sezonie 1988/1989 dodatkowo popisał się wysoką skutecznością zdobywając aż 43 gole w 34 rozegranych meczach, dzięki czemu otrzymał nagrodę Złotego Buta dla najlepszego strzelca lig europejskich. Natomiast w 1990 roku wywalczył z Dinamem dublet - mistrzostwo i Puchar Rumunii.
Skuteczność Mateuța w Rumunii nie przeszła niezauważona wśród trenerów innych europejskich klubów i latem 1990 roku Rumun przeszedł do hiszpańskiego Realu Saragossa. 14 października zaliczył swoje pierwsze spotkanie w Primera División, a Real zremisował na wyjeździe z Betisem 1:1. W 1991 roku utrzymał się z Realem w La Liga, a w kolejnym zajął 6. pozycję.
W trakcie sezonu 1992/1993 Dorin przeniósł się do Włoch. Został zawodnikiem Brescii Calcio, w której stał się czwartym Rumunem obok Gheorghe Hagiego, Ioana Sabău i Florina Răducioiu. W Serie A rozegrał tylko 4 spotkania, a na koniec sezonu spadł z Brescią do Serie B. Po sezonie zmienił barwy klubowe i podpisał kontrakt z Reggianą. W niej spędził półtora roku, a w 1995 roku klub ten spadł do Serie B.
Na początku 1995 Mateuț wrócił do Dinama. W 1995 roku zajął z nim 3. miejsce w Divizii A, a w połowie sezonu 1995/1996 odszedł do Sportulu Studențesc i po rozegraniu 3 spotkań zakończył piłkarską karierę.
| Sezon   | Klub                | Kraj      | Rozgrywki        | Mecze | Bramki |
| ------- | ------------------- | --------- | ---------------- | ----- | ------ |
| 1981/82 | Corvinul Hunedoara  | Rumunia   | Divizia A        | 3     | 0      |
| 1982/83 | Corvinul Hunedoara  | Rumunia   | Divizia A        | 18    | 1      |
| 1983/84 | Corvinul Hunedoara  | Rumunia   | Divizia A        | 31    | 6      |
| 1984/85 | Corvinul Hunedoara  | Rumunia   | Divizia A        | 32    | 8      |
| 1985/86 | Corvinul Hunedoara  | Rumunia   | Divizia A        | 31    | 16     |
| 1986/87 | Corvinul Hunedoara  | Rumunia   | Divizia A        | 17    | 5      |
| 1986/87 | FC Dinamo Bukareszt | Rumunia   | Divizia A        | 14    | 6      |
| 1987/88 | FC Dinamo Bukareszt | Rumunia   | Divizia A        | 31    | 17     |
| 1988/89 | FC Dinamo Bukareszt | Rumunia   | Divizia A        | 34    | 43     |
| 1989/90 | FC Dinamo Bukareszt | Rumunia   | Divizia A        | 22    | 9      |
| 1990/91 | FC Dinamo Bukareszt | Rumunia   | Divizia A        | 8     | 5      |
| 1990/91 | Real Saragossa      | Hiszpania | Primera División | 29    | 7      |
| 1991/92 | Real Saragossa      | Hiszpania | Primera División | 29    | 3      |
| 1992/93 | Real Saragossa      | Hiszpania | Primera División | 6     | 0      |
| 1992/93 | Brescia Calcio      | Włochy    | Serie A          | 4     | 0      |
| 1993/94 | A.C. Reggiana 1919  | Włochy    | Serie A          | 19    | 3      |
| 1994/95 | A.C. Reggiana 1919  | Włochy    | Serie A          | 6     | 0      |
| 1994/95 | FC Dinamo Bukareszt | Rumunia   | Divizia A        | 18    | 0      |
| 1995/96 | FC Dinamo Bukareszt | Rumunia   | Divizia A        | 19    | 8      |
| 1995/96 | Sportul Studențesc  | Rumunia   | Divizia A        | 3     | 0      |

## Kariera reprezentacyjna
W reprezentacji Rumunii Mateuţ zadebiutował 7 lutego 1984 roku w zremisowanym 1:1 towarzyskim meczu z Algierią, a już miesiąc później w spotkaniu z Grecją (2:0) zdobył swojego pierwszego gola w kadrze. W 1990 roku był w kadrze Rumunii na Mistrzostwach Świata we Włoszech. Tam wystąpił jedynie w potyczce z Argentyną, w której padł remis 1:1. Karierę reprezentacyjną zakończył w 1991 roku, a w drużynie narodowej wystąpił 56 razy i zdobył 10 goli.